# Solenopsis subterranea
Solenopsis subterranea es una especie de hormiga del género Solenopsis, subfamilia Myrmicinae.

## Distribución
Esta especie se encuentra en Colombia, México, Panamá y los Estados Unidos.